# Hetites
|  | No s'ha de confondre amb Hitites. |

Hetites o hitites (en hebreu "Fills d'Heth: חתי HTY i בני-חת BNY-HT ") foren el segon dels onze pobles de Canaan que els hebreus van trobar a Palestina. Eren suposats descendents d'Heth o Het, fill de Canaan fill d'Ham, i el Gènesi diu que van vendre terra a Abraham. Els onze pobles eren: els sidonites, el hetites, els jebusites, el guirgaixites, els hivites, els arquites, els sinites, els arvadites, els semarites i els hamatites (els sidonites eren descendents del fill primogènit de Canaan anomenats Sidó; el fill Het era l'ancestre dels Hetites). Vivien suposadament a la zona d'Hebron.
Al començament del segle XX els hetites es van identificar amb els hitites d'Anatòlia, sobre els que en aquell moment s'havien fet importants descobriments, i se'ls va anomenar hitites o Hitites bíblics. Si bé la hipòtesi sembla poc versemblant, alguns historiadors pensen que és possible que es tractés de grups hitites establerts a Canaan cap a l'any 1200 aC amb el moviment del Pobles del mar, o dels luvites que van fundar alguns regnes neohitites a Síria.
Salomó d'Israel els va imposar tribut com altres pobles cananeus. En temps del rei Joram tenia reis propis (esmentats per Elies a 2 Reis, VII, 6). Es mencionen per darrer cop al retorn dels jueus de la captivitat a Babilònia (Esdres. Llibre d'Esdres, IX, 1).
Alguns hetites bíblics són molt coneguts, com el desgraciat Uries l'hitita a qui el rei David va enviar al camp de batalla a morir, per a poder tenir la seva esposa Betsabé. Les referències de la Bíblia més conegudes semblen indicar que els hetites eren una més de les petites tribus dels territoris muntanyosos del Regne de Judà, al sud de Palestina. Alguns passatges suggereixen però que existia un país hitita que tenia un poder polític molt gran. Al Segon llibre dels Reis els arameus diuen que el rei d'Israel havia contractat als reis hitites i egipcis per atacar-los. El text fa referència als reis hitites i els dona una categoria similar als faraons egipcis.